# László Kiss-Rigó
Pour les articles homonymes, voir László Kiss, Kiss et Rigo.
Kiss-Rigó László, né le 6 avril 1955 à Budapest, est un prélat catholique hongrois, évêque auxiliaire d'Esztergom-Budapest de 2004 à 2006 et évêque de Szeged-Csanád depuis 2006.

## Biographie

### Formation
Après avoir passé une partie de son enfance en Inde, il exécute son service militaire et entame des études en théologie dans les séminaires d'Esztergom et de Budapest. Le 14 juin 1981, il est ordonné prêtre pour l'archidiocèse d'Esztergom-Budapest, par le cardinal László Lékai. En 1982, il obtient un doctorat en théologie à la Faculté de théologie de l'université catholique Péter Pázmány. 
De 1983 à 1985, il étudie à l'Institut pontifical hongrois de Rome, puis obtient une licence en droit canonique à l'Université du Latran.

### Prêtrise et professorat
Il est tout d'abord nommé vicaire  à Szécsény, puis à Budapest et en 1985 à l'église Sainte-Anne d'Esztergom, dont il devient curé en 1997. En 1986, il devient professeur à l'École de théologie d'Esztergom, dont il devient également le directeur général en 2003. De 1991 à 2004, il dirige la Direction de l'enseignement catholique de l'archidiocèse d'Esztergom-Budapest. Depuis 1998, il est également professeur à la Faculté des Lettres et Sciences Humaines de l'université catholique Péter Pázmány. 
En 1994, le pape Jean-Paul II lui décerne le titre de chapelain de Sa Sainteté.

### Épiscopat
Le 24 janvier 2004, il est nommé évêque titulaire de Pudentiana (de) et évêque auxiliaire d'Esztergom-Budapest par le pape Jean-Paul II. Il est consacré évêque le 21 février suivant par le cardinal Péter Erdő, assisté du cardinal László Paskai et de Juliusz Janusz, nonce apostolique en Hongrie. Il choisit alors comme devise : « Virtus, dilectio, sobrietas ». 
Le 26 juin 2006, il est nommé évêque de Szeged-Csanád par le pape Benoît XVI.
Il prend part depuis 2008 à la bénédiction et à la remise de sabre commémoratif du prix littéraire Bálint Balassi (en).
En 2011, il fonde le club de football Szeged 2011, devenu en 2019 le Szeged-Csanád Grosics Akadémia (en).

## Prises de position
En février 2010, il crée la polémique en soutenant l'alliance du Parti populaire démocrate-chrétien et du parti Fidesz-Union civique hongroise.
En septembre 2015, après l'appel du pape François à accueillir des réfugiés dans chaque paroisse, le Washington Post indique que László Kiss-Rigó affirme « ce ne sont pas des réfugiés, c'est une invasion, ils viennent en criant Allahu akbar » et se dit en accord avec la politique du Premier ministre Viktor Orbán qui défend la fermeture des frontières, estimant que le pape « ne connaît pas la situation » et que les migrants sont « une grave menace pour les valeurs chrétiennes et universelles de l'Europe ». Il précise dans le journal socialiste hongrois Népszabadság que la politique du Premier ministre à ce sujet « n'est pas en opposition avec les principes de l'Église catholique » et que selon lui les arrivées récentes sont « une intrusion » de « migrants économiques » dont certains ont « plus d'argent sur eux que six mois de paie d'un policier hongrois », « un exode dirigé et organisé de foules trompées et dépouillées jusqu'au dernier sou par des organisations criminelles » , mais considère que pour le reste on a déformé ses paroles, car il est tout à fait d'accord avec l'appel du pape et son diocèse est prêt à accueillir les personnes obtenant le statut de réfugié et voulant s'installer en Hongrie,.

## Source
- (hu) Cet article est partiellement ou en totalité issu de l’article de Wikipédia en hongrois intitulé « Kiss-Rigó László » (voir la liste des auteurs).